# Гороховский (Ростовская область)
Горо́ховский — хутор в Шолоховском районе Ростовской области России.
Входит в состав Колундаевского сельского поселения.

## География
Хутор расположен в меридиональном направлении вдоль автодороги регионального значения 60К-341, у реки Дубровая.
Расстояние до районного центра с учётом доступа транспортом — 10 км.

## Население
| 2010 | 2014 | 2015 |
| ---- | ---- | ---- |
| 486  | ↗495 | ↘491 |

## Улицы
| - ул. Асфальтная, - ул. Восточная, - ул. Заречная, - ул. Молодёжная, | - ул. Песочная, - ул. Северная, - ул. Школьная, - ул. Южная, | - пер. Лесной, - пер. Мостовой, - пер. Полянный. |

## Инфраструктура
- Детский сад № 15 «Радуга»
- Отделение Почты России № 346274
- Дом культуры
- Библиотека
- Медпункт.

## Известные уроженцы
- Чумаков, Василий Ильич (1927—2011) — советский фотожурналист, фотокорреспондент Вёшенской районной газеты «Советский Дон».